# Bronisław Zieliński (dyrygent)
Bronisław Zieliński (ur. 2 stycznia 1893 w Żmijewie, zm. 25 sierpnia 1973 w Poznaniu) – polski muzyk, nauczyciel, działacz, dyrygent.

## Życiorys
W 1907 skończył szkołę podstawową (w Żmijewie), naukę kontynuował w Szkole Uzupełniającej w Toruniu. Następnie w 1914 ukończył Studium Muzyki Kościelnej w Pelplinie. Podczas I Wojny Światowej wcielony do armii pruskiej. W latach 1919–1920 odbył służbę wojskową w poznańskim pułku łączności, jako członek orkiestry. Lata 1920-1921 poświęcił na uzupełnienie wykształcenia, które pozwoliło mu nauczać w szkołach powszechnych. Pracował m.in. w Sampławiu oraz w Solcu Kujawskim – obejmując kierownictwo chóru "Dzwon". Był również członkiem Bydgoskiego Okręgu Kół Śpiewaczych. W Solcu w 1924 roku zdał egzamin dla nauczycieli szkół powszechnych. W latach 1926–1927 rozpoczął studia w Państwowym Konserwatorium Muzycznym w Poznaniu. Tutaj poznał wykładowców i ludzi kultury, m.in.: Wacława Gieburowskiego, Kazimierza Sikorskiego i Feliksa Nowowiejskiego. Ukończone studia dały mu uprawnienia do nauczania na szczeblu szkolnictwa średniego, seminarium nauczycielskiego i w szkołach prywatnych.
Podczas studiów w Poznaniu kierował chórami: "Moniuszko"  (poznańska Wilda) oraz "Harmonia" (poznański Łazarz). Od 1927 roku pracował jako nauczyciel w Państwowym Studium Nauczycielskim w Rawiczu, prowadził także chór w Miejskiej Górce. W 1928 roku został przeniesiony do Państwowego Seminarium Nauczycielskiego Męskiego w Wągrowcu. W 1929 otrzymał Dyplom Nauczyciela Szkół Średnich.
W 1939 roku (po rozpoczęciu II wojny światowej) został wysiedlony do Generalnego Gubernatorstwa w Zamojskie. Mieszkał w wielu miejscach, gdzie udzielał lekcji muzyki, śpiewu i historii. W 1942 roku zmarła żona Bronisława – Feliksa.
W 1945 roku powrócił do Wągrowca. W tutejszym seminarium uczył muzyki przez 38 lat. Kształcił pokolenia nauczycieli, prowadził chór męski i mieszany w Kole Śpiewackim, orkiestrę amatorską przy Towarzystwie Muzycznym im. F. Chopina. Utworzył Społeczne Ognisko Muzyczne w Wągrowcu oraz 8 filii w powiecie. Był członkiem Zarządu Wielkopolskiego Związku Chórów i Orkiestr oraz dyrygentem Okręgu XIV. W wielu inicjatywach współpracował z innym wągrowczaninem – Tadeuszem Nożyńskim.
W 1966 roku przeszedł na emeryturę. Mimo tego do 1971 pracował w Społecznym Ognisku Muzycznym, był też dyrygentem Towarzystwa Muzycznego im. F. Chopina. W 1971 przeprowadził się do Poznania. Zmarł 25 sierpnia 1973 roku. Pochowany został w Alei Zasłużonych na Cmentarzu Junikowskim w Poznaniu (AZ-P-85).

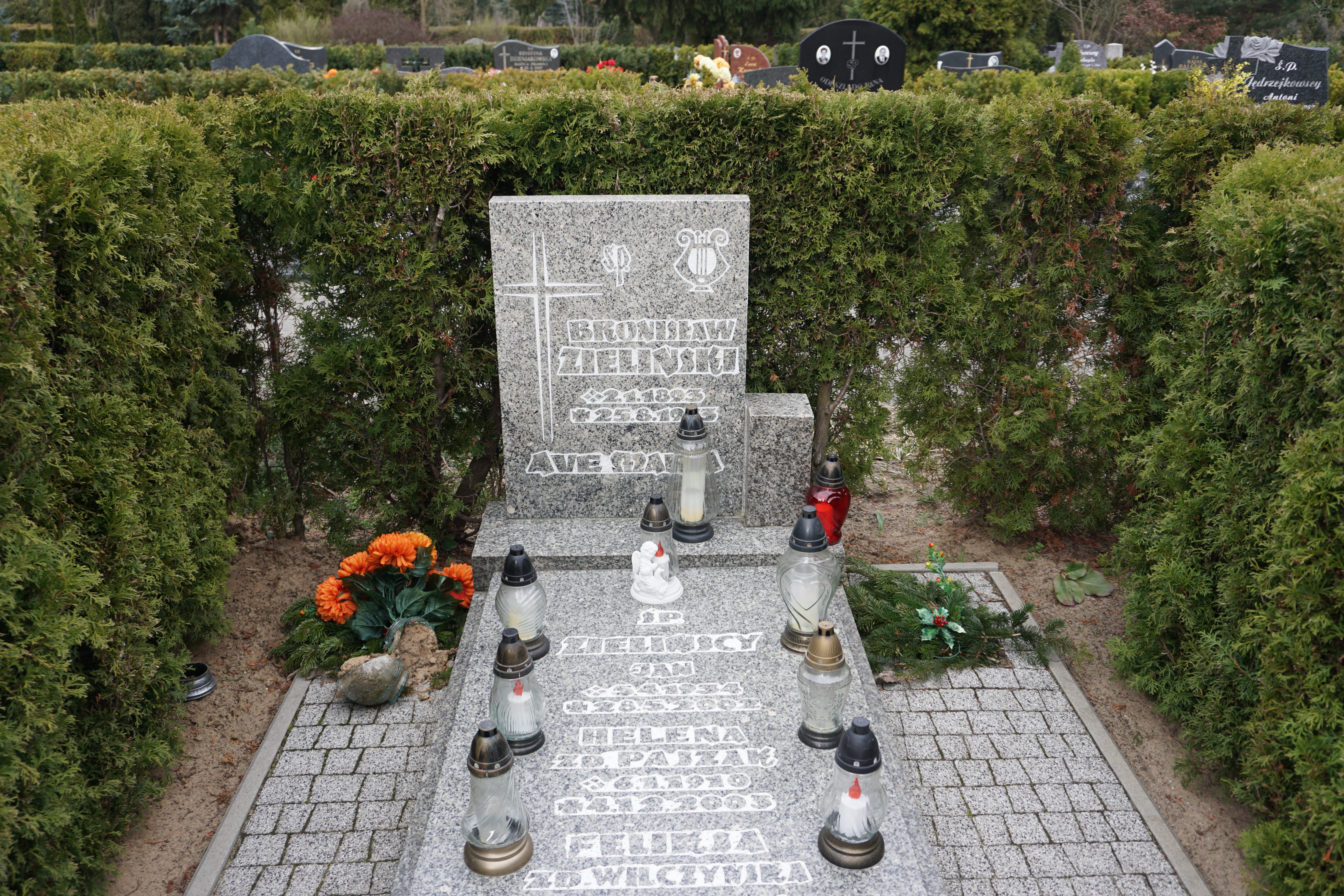
Grób Bronisława Zielińskiego na Cmentarzu Junikowskim

Laureat wielu nagród, odznak, medali oraz krzyży.
Jest patronem Państwowej Szkoły Muzycznej w Wągrowcu.
Na temat Bronisława Zielińskiego w 2004 powstała publikacja autorstwa Marii Baar i Macieja Zielińskiego (niespokrewniony z Bronisławem).

## Rodzina
Bronisław i Feliksa Zielińscy mieli czterech synów: Mariana (inżynier mechanik), Jana (historyk sztuki, reżyser dźwięku, altowiolista w Operze Poznańskiej), Andrzeja (profesor, wiolonczelista, kameralista, koncertmistrz, minister kultury w 2001 roku), Michała (profesor gry na fortepianie, publicysta, działacz sportowy).